# ریو مینیو (جامائیکا)
ریو مینیو (جامائیکا) (به انگلیسی: Rio Minho (Jamaica)) رودخانه‌ای به‌طول ۹۲٫۸ کیلومتر است که در جامائیکا جریان دارد.